# Montia parvifolia
Montia parvifolia är en källörtsväxtart som först beskrevs av José Mariano Mociño och Dc., och fick sitt nu gällande namn av Edward Lee Greene. Montia parvifolia ingår i släktet källörter, och familjen källörtsväxter. Inga underarter finns listade i Catalogue of Life.

## Bildgalleri

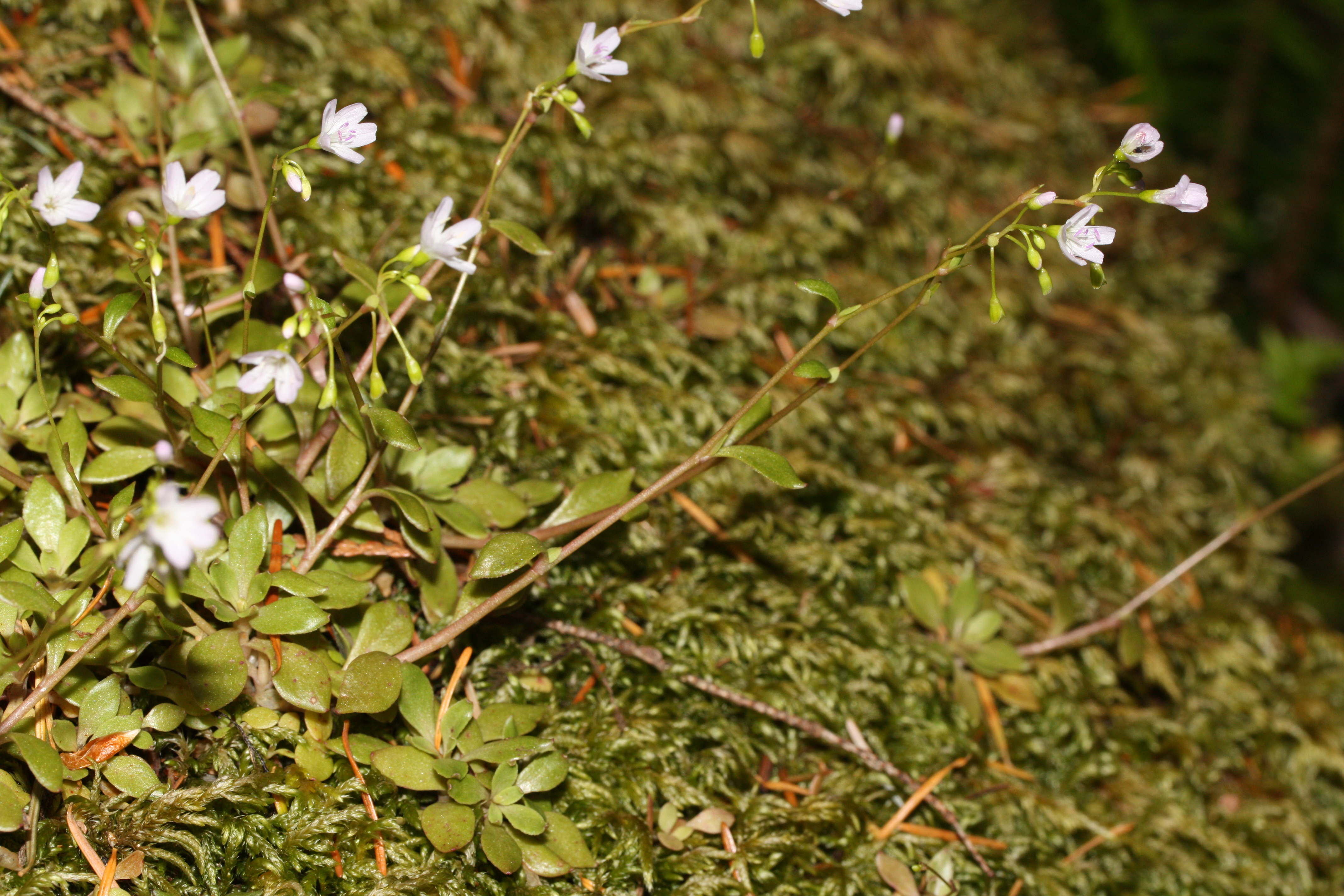
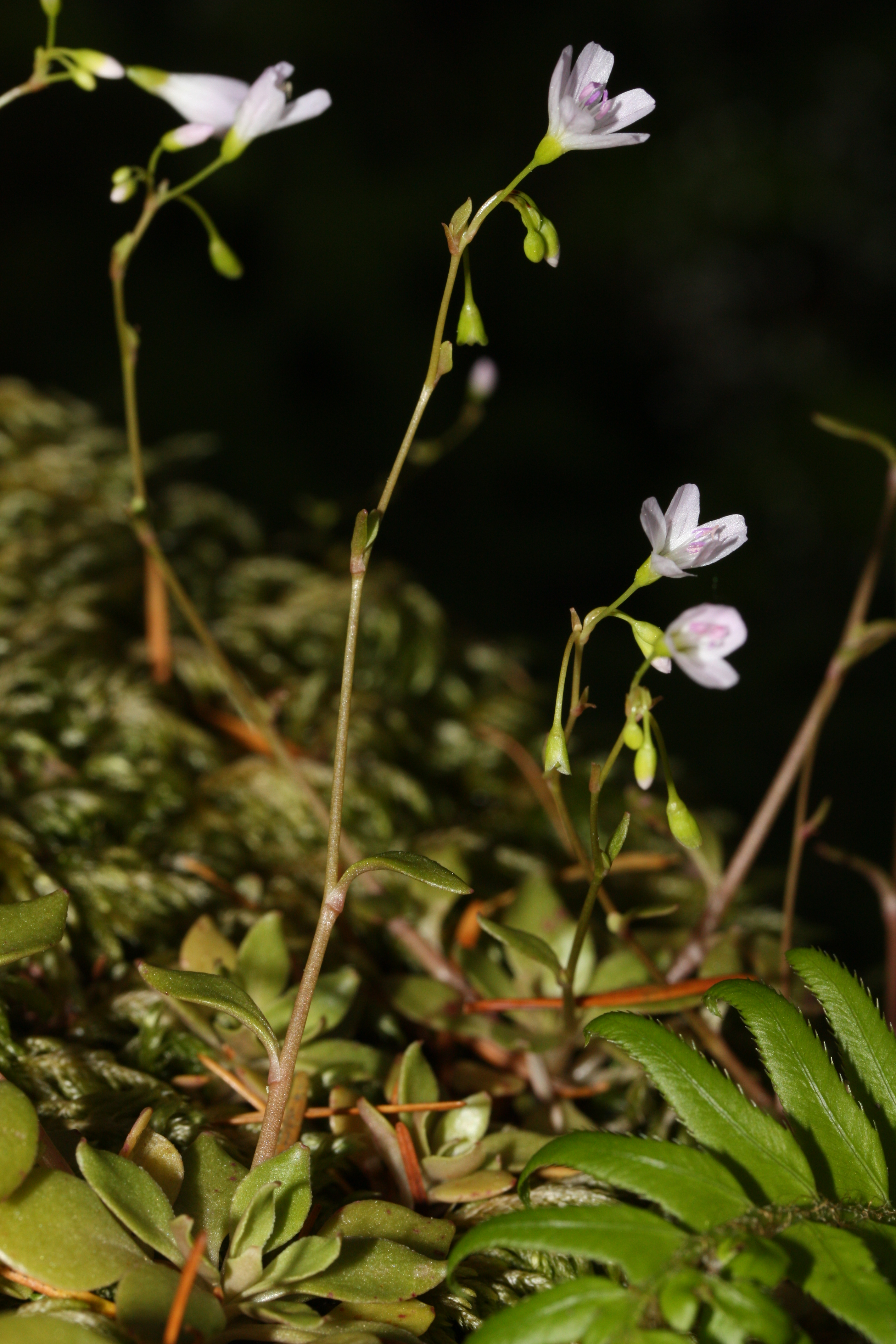
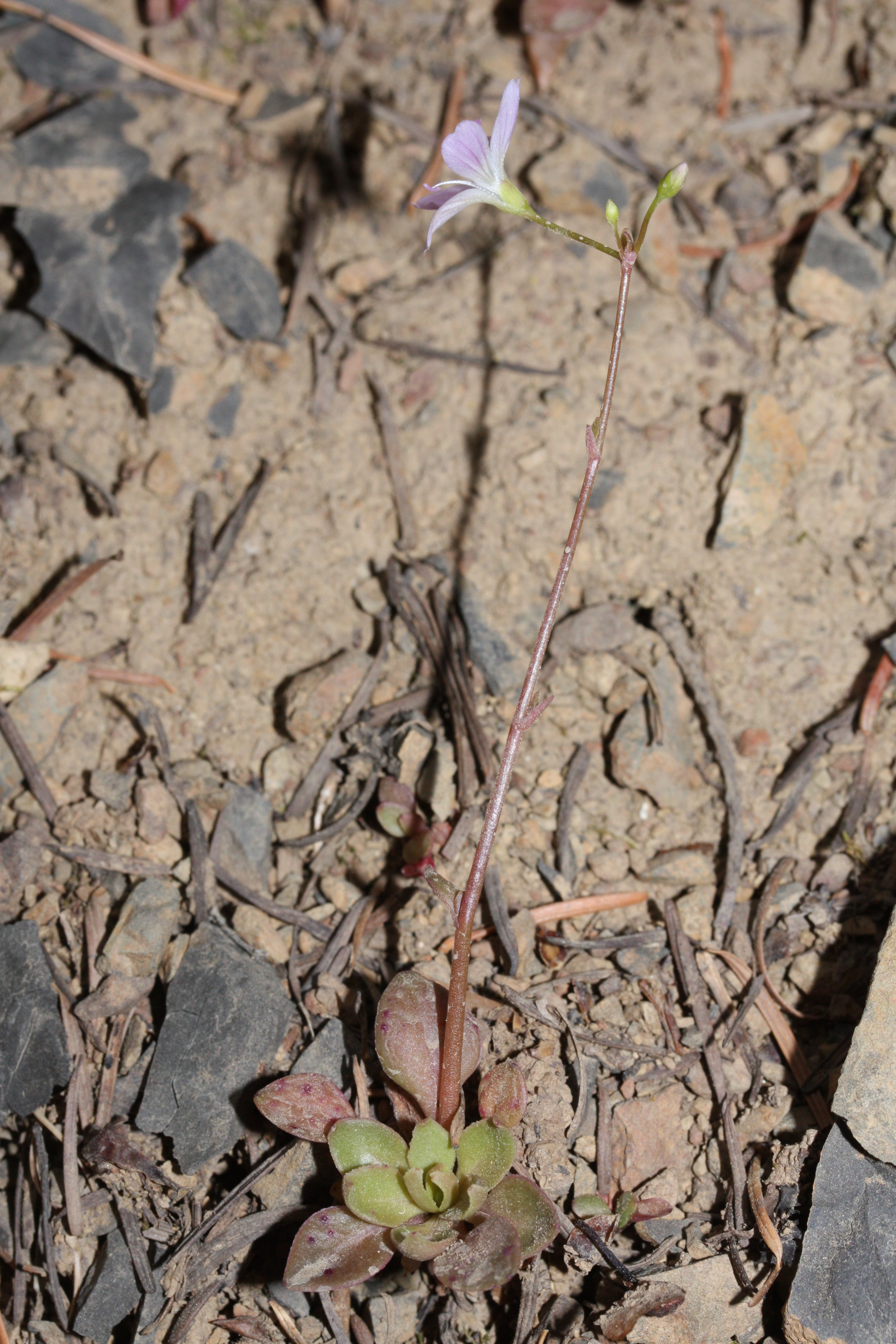
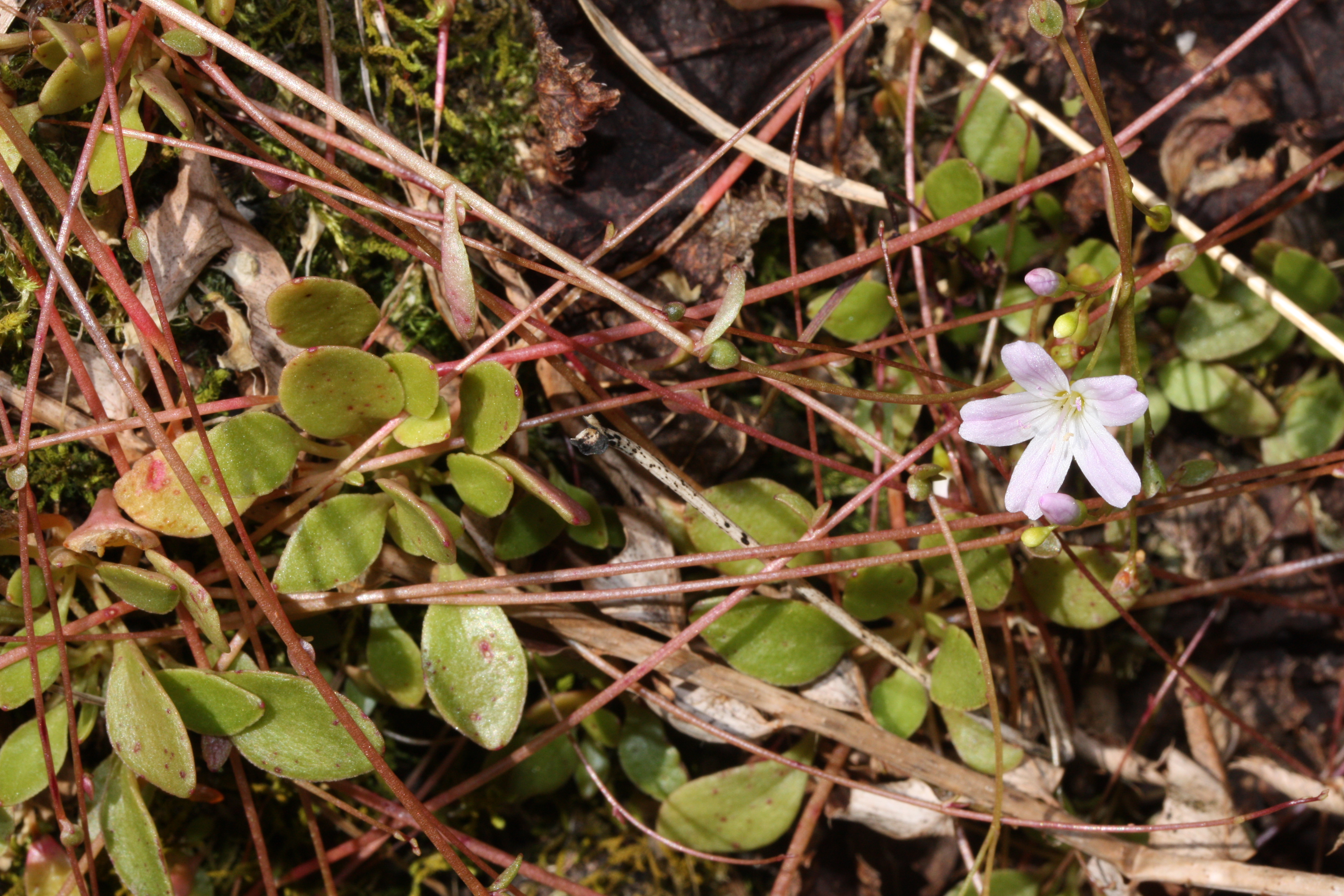
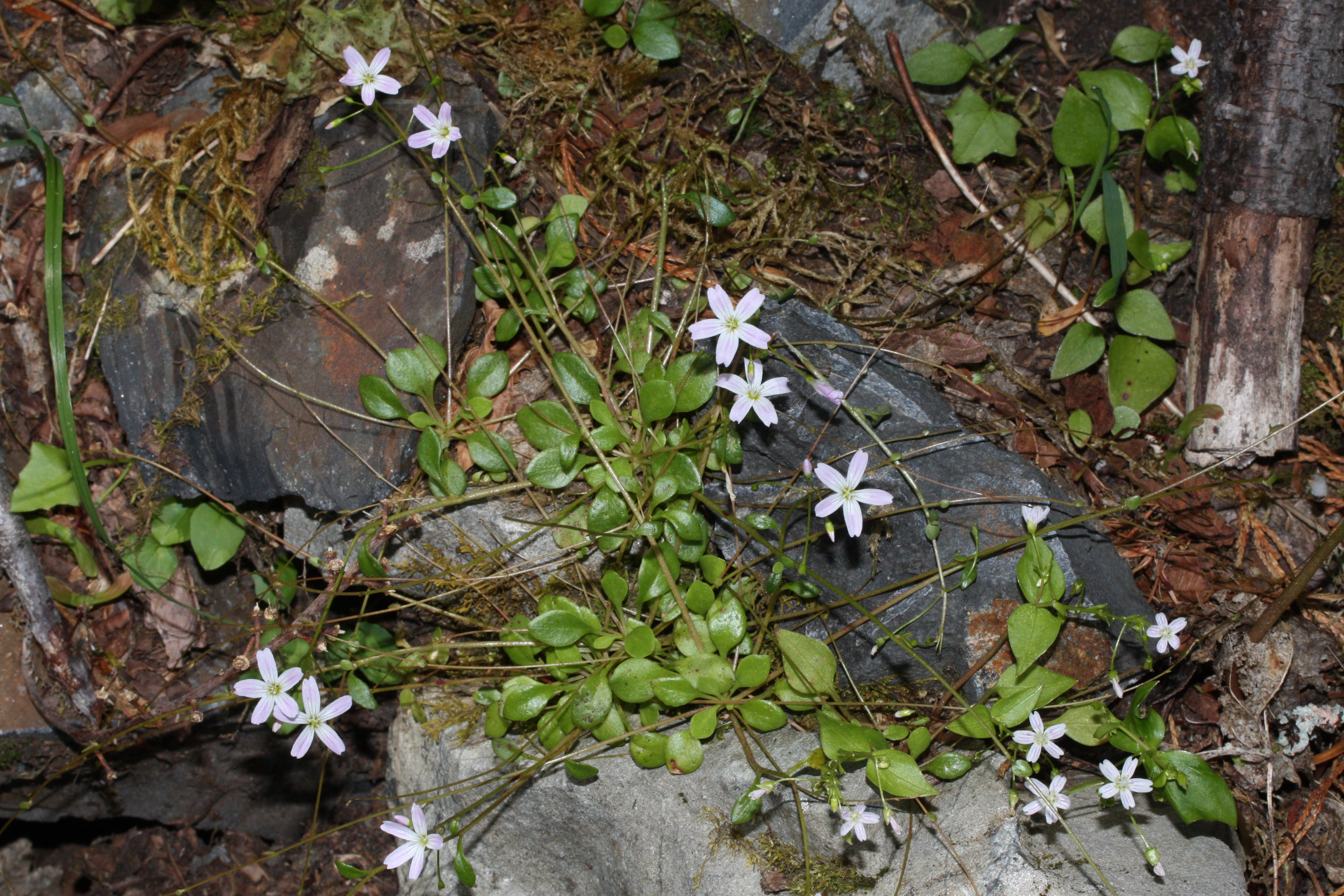
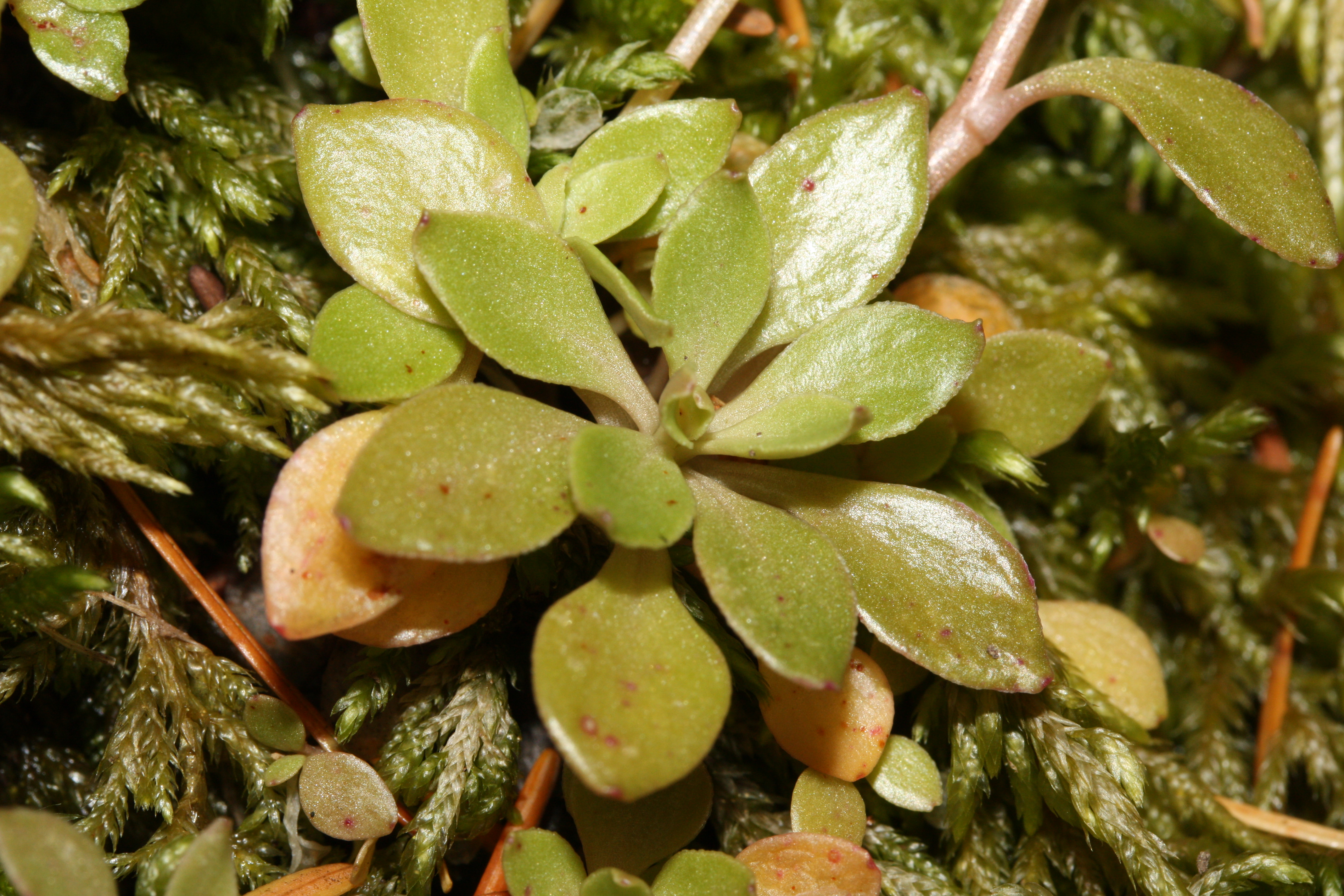